# 성야
"성야"는 1988년에 개봉한 대한민국의 영화이다.

## 캐스팅
- 장미희 : 세원 역
- 강신성일 : 최 형사 역
- 이나성
- 한지일
- 오경아
- 오희찬
- 김기주
- 조학자
- 문철재
- 오영화
- 곽무성
- 나갑성
- 안종환
- 석세영
- 신찬일
- 박영노
- 정영국
- 최근제